# Протодьяконов, Василий Андреевич
Василий Андреевич Протодьяконов (14 (1) августа 1912 года, Хоринский наслег, Усть-Алданский район, Якутская область, Российская империя — 4 мая 1993, Якутск, Российская Федерация) — советский государственный деятель, председатель Совета Министров Якутской АССР (1948—1950 и 1951—1953).

## Биография
Член ВКП(б) с 1941 г.
В 1934 г. окончил Якутский финансово-экономический техникум, затем — Всесоюзный заочный финансово-экономический институт и Высшие курсы при ЦК КПСС.
- 1934—1935 гг. — заведующий Чурапчинским районным финансовым отделом,
- 1935—1938 гг. — старший инспектор по организационно-массовой работе, начальник сектора кадров, старший инспектор по учёту и подбору кадров Народного комиссариата финансов Якутской АССР,
- 1938—1941 гг. — первый заместитель народного комиссара финансов Якутской АССР,
- 1941—1947 гг. — народный комиссар — министр финансов Якутской АССР,
- 1947—1948 гг. — председатель Президиума Верховного Совета Якутской АССР,
- 1948—1950 гг. — председатель Совета Министров Якутской АССР,
- 1951—1953 гг. — председатель Совета Министров Якутской АССР,
- 1953—1958 гг. — председатель Правления Якутского отделения Союза советских писателей.

Депутат Верховного Совета СССР 2-го и 3-го созывов.
В 1969 г. — основатель Государственного литературного музея им. П. А. Ойунского и был его первым директором.
Печататься начал с 1932 г. В 1939 г. написал повесть «На берегу Лены», посвящённую колхозному строительству в республике. С 1944 года являлся членом Союза писателей СССР.
В пьесе «Партизан Морозов» (1942) раскрывается сюжет борьбы партизан, защищающих деревню от фашистских оккупантов. В исторической драме «Манчары» (1945) создан образ бунтаря Манчаары, выступившего против феодального гнёта. Среди других произведений: пьесы «Золотое зерно» (1949), «Молодые сердца» (1956), «На ледяных просторах» (1956), «Первые подснежники» (1960). «Кто твой друг» (1963), «Загадки тайги» (1967), «Туйаара» (1969). Автор популярных в республике повестей: «Если веришь в человека», «Байанай — хозяин тайги», «Возвращение», «Ледоход» и романа «Глубокие корни».
Выступал и как журналист-публицист со статьями о литературе народов советской Якутии, о хозяйственном и культурном строительстве Якутии, как автор главы «Якутская ССР в послевоенные годы» в «Очерках по истории Якутской АССР советского периода».

## Награды и звания
- орден Ленина (Указ Президиума Верховного Совета СССР от 27.06.1947)
- орден Трудового Красного Знамени
- орден «Знак Почёта» (Указ Президиума Верховного Совета СССР от 01.10.1957)
- медали

Лауреат Государственной премии Якутской АССР имени П. А. Ойунского, Заслуженный работник культуры Российской Федерации (1992), Заслуженный работник культуры Якутской АССР.